# 石原一彦 (生体材料工学者)
石原 一彦（いしはら かずひこ、1956年1月6日 - ）は、日本の生体材料工学者・医用高分子科学者。工学博士（早稲田大学）。東京大学名誉教授。大阪大学特任教授。紫綬褒章受章者。大阪府大阪市出身。
高分子科学を基盤とした生体親和性リン脂質模倣ポリマーの開発や、バイオインターフェースを利用した人工臓器の研究を行う。その業績から、井上春成賞、Clemson Award（Society for Biomaterials）など国内外の科学賞・発明賞を受賞。

## 略歴
1956年1月大阪市生まれ。大阪教育大学附属池田高校を卒業後、早稲田大学理工学部応用科学科に入学する。同大学を卒業後、大学院に進学し、1984年早稲田大学大学院理工学研究科博士課程後期修了し、工学博士（早稲田大学）を取得する。学位論文題名は「Syntheses of Stimuli-responsive Polymers and Their Biomedical Applications」。1984-1986年 （財）相模中央化学研究所研究員、1987-1990年 東京医科歯科大学助手（医用器材研究所有機材料部門）、1991-1998年 同助教授となる。1998年に東京大学に異動し、大学院工学系研究科助教授(材料学専攻）、2000-2002年同金属工学専攻教授、2002-2021年同マテリアル工学専攻教授を務める。この間2006-2021年同バイオエンジニアリング専攻教授を併任する。2021年３月東京大学退職後、2021年6月東京大学名誉教授の称号を授与された。現在、（財）相模中央化学研究所理事、大阪大学大学院工学研究科特任教授、関西大学客員教授を務めている。

## 他機関との併任
- 工業技術院製品科学研究所　基礎性能部機能材料科　招聘研究員（1985）
- 日本工学院専門学校　医用工学科　講師（高分子科学）（1988-1991）
- 東京農工大学　工学部　非常勤講師（有機化学, 生命工学材料）（1992-1999）
- 慶応義塾大学大学院　理工学研究科　非常勤講師（医用高分子学）（1995-2002）
- 千葉大学　薬学部　非常勤講師（医用高分子材料学）（1996-1999）
- 東京工業大学大学院　生命理工研究科　非常勤講師（1997）
- 東京理科大学大学院　工学研究科　非常勤講師（生体材料特論）（2000-2001）
- 東京農工大学　工学部　非常勤講師（生命工学材料）（2000-2001）
- 独立行政法人　物質・材料研究機構　物質研究所　客員研究員（2001-）
- 東京医科歯科大学大学院　非常勤講師（生体材料学）（2001-2004）
- 東京農工大学大学院　工学研究科　非常勤講師（バイオマテリアル工学）（2002-2005）
- 独立行政法人　産業技術総合研究所　主任研究員（2001-2005）
- 東邦大学　理学部　非常勤講師（高機能材料化学）（2002-2005）
- 名古屋大学大学院　工学研究科　非常勤講師（2003）
- 豊橋技術科学大学大学院　非常勤講師（2004）
- 名古屋大学大学院　工学研究科　非常勤講師（2005）
- 名古屋大学大学院　工学研究科　非常勤講師（2007）
- 九州大学大学院　歯学研究科　非常勤講師（生体材料学）（2012-2014）
- 亜州大学 (Ajou University, 韓国)　客員教授（2013-）
- 東京理科大学　理工学研究科　非常勤講師（2014-2015）
- King Saudi University（サウジアラビア） Visiting Professor（2016）
- 九州大学大学院　客員教授（2016-2017）
- 九州大学大学院　非常勤講師（2020）
- 関西大学 客員教授（2023-）[5]

## その他の公的委員など
- 新エネルギー・産業技術総合開発機構技術研究組合（医療福祉機器研究所）開発委員会委員（1997-1999）
- 厚生省中央薬事審議会委員（1997-2000）
- 厚生労働省薬事・食品衛生審議会分科会委員（2006-2016）
- Journal of Biomaterials Science Polymer Edition編集委員[6]
- Colloids and Surfaces B: Biointerfaces編集委員[7]
- Biomaterials編集委員[8]
- Journal of Biomedical Materials Research 編集委員[9]

## 受賞・顕彰
- 日本バイオマテリアル学会　バイオマテリアル科学奨励賞（1992年4月）[10]
- 高分子学会　高分子研究奨励金（現在：高分子研究奨励賞）（1992年5月）
- 日本化学会　若手研究者のための特別講演会講演証（1994年10月）
- 日本人工臓器学会　論文賞（1996年5月）
- 日本化粧品工業技術会　優秀論文賞（1997年5月）
- 日本人工臓器学会　技術賞（2000年9月）
- 日本油化学会　エディター賞（2000年10月）[11]
- 日本バイオマテリアル学会賞（2001年11月)[12]
- American Institute for Medical and Biological Engineering (AIMBE), College of Fellows（2002年3月）
- Federation of Biomaterials Science and Engineering (FBSE), College of Fellows（2004年5月）
- 科学技術振興機構　第29回　井上春成賞（2004年7月）[1]
- 高分子学会　高分子三菱化学賞（2004年9月）
- The Hip Society, The American Academy of Orthopaedic Surgeons (USA), Frank Stinchfield Award（2006年3月）
- Society for Biomaterials, Clemson Award (Applied Research)（2009年4月）[13]
- 先端技術大賞最優秀賞　経済産業大臣賞（2011年7月）[14]
- 日本人工臓器学会　技術賞（2011年11月）
- Biosensor and Bioelectronics誌　Best Poster Award（2012年5月）
- 日本ファインセラミックス協会　産業振興賞（2013年5月）
- 高分子学会　学会賞（2014年5月）[15]
- 平成29年度科学技術分野の文部科学大臣表彰　科学技術賞（開発部門）（2017年4月）[16]
- 東京大学工学系研究科長表彰（2017年2月）
- Science and Technology of Advanced Materials: ALTMETRICS AWARD 2017（2017年11月)
- 第2回日本医療研究開発大賞　厚生労働大臣賞（2018年12月）[17]
- 平成30年度全国発明表彰 経済産業大臣賞 （2018年6月）[18]
- 第8回技術経営・イノベーション大賞　科学技術と経済の会会長賞（2020年2月）[19]
- コーセーコスメトロジー研究財団コスメトロジー　奨励賞（2020年11月）[20]
- 高分子学会　高分子科学功績賞(2021年5月)[21]
- 第5回バイオインダストリー大賞 特別賞（2021年7月）[22]
- 令和3年度バイオマテリアル科学功績賞（2021年11月）[23]
- 物質・材料研究機構　NIMS AWARD（2022年11月）[24]
- 紫綬褒章（2024年4月、日本バイオマテリアル学会推薦）[25]
- ICBZM 2024 Research Award（2024年7月）

## 委員歴
- 1989年6月 – 1991年5月 高分子学会, 学会誌編集委員
- 1991年4月 – 1998年3月 日本歯科理工学会, 評議員
- 1991年6月 – 1993年5月 高分子学会, 論文集編集委員、出版委員
- 1993年4月 – 1998年3月 日本人工臓器学会, 人工臓器編集委員
- 1994年4月 – 2007年3月 高分子学会, 医用高分子委員会運営委員
- 1994年5月 – 1996年5月 高分子学会, 行事委員
- 1995年4月 – 1998年3月 日本化学会, R & D懇話会 運営委員
- 1997年11月 – 2001年11月 厚生省, 中央薬事審議会委員
- 2000年4月 – 2008年3月 日本人工臓器学会, 評議員
- 2001年1月 – 2003年1月 厚生労働省, 薬事・食品衛生審議会分科会委員
- 2002年4月 – 2015年11月 日本バイオマテリアル学会, 理事
- 2002年5月 – 2010年5月 International Union of Society for Biomaterials Science and Engineering, Board member
- 2003年4月 – 2005年3月 日本化学会, 欧文誌編集委員
- 2004年4月 – 2006年3月 高分子学会, 医用高分子研究会 運営委員長
- 2004年4月 – 2016年3月 （独）医薬品医療機器総合機構, 専門委員
- 2012年4月 – 2015年11月 日本バイオマテリアル学会, 会長[26]
- 2020年10月 – 現在 日本学術会議, 日本学術会議連携会員[27]
- 2021年6月 – 現在 公益財団法人 相模中央化学研究所, 理事[28]

## MPCポリマー開発
かつて体内に埋植した医用デバイス表面では、体液中に含まれるタンパク質の非特異吸着に起因した血液凝固反応や血小板吸着反応、異物反応、免疫反応などの様々な生体反応が不可避的に起こること、あるいはバクテリア吸着によるバイオフィルム形成といった感染症のリスクが重篤な問題とされてきた。一方で、体内では、血管内皮細胞表面においては血液が凝固しないという事実からインスピレーションを得て、中林宣男らによって細胞表面を覆う生体膜の主成分であるリン脂質の極性基と同じ双性イオン型分子構造を有する2-methacryloyloxyethyl phosphorylcholine（MPC）モノマーが合成された。しかしながら、MPC自体およびそのポリマーが溶血性を示すことが認められていた。これはMPCの細胞膜に類似した構造に起因すると考察されている。さらにその後の研究においても、MPCとMMAの共重合体が細胞接着や血小板粘着を引き起こすことが報告されていた。
この状況下で、MPCの合成法が新しく考案され、高効率かつ高純度で得られる合成プロセスが開発された。
MPCユニットを含む高分子をMPCポリマーと総称される。重合反応性に富むメタクリレート骨格を有するMPCは他のビニルモノマー等と共重合反応する。さらに、ブロック共重合やグラフト重合、リビングラジカル重合など、種々の高分子重合法を用いることで多様な性質・機能を付与される。なかでも、親水性のMPCと疎水性のn-butyl methacrylate（BMA）とのランダム共重合体（poly[MPC-r-BMA]:PMB）はBMAユニットの疎水性のため医用デバイス表面に容易に塗布・被覆することができる。またその表面は、生体に接触した際に起こる様々な異物反応や免疫反応・血液凝固反応等を抑制することが明らかにされている。この実験的な事実は、旧来の実験結果を明確に否定している。また、世界的にも多くの研究者による実験事実でこのMPCポリマーの特徴は確認され、実際の医用機器への実装を誘因している。MPCをポリエチレン製の人工股関節ライナー表面にグラフト重合させることで、水分子を潤滑剤とした流体潤滑による低摩擦・低摩耗性が実現される。その他にも、分子構造が調整され水溶性としたMPCポリマー（PMB）は保湿成分・うるおい成分（ポリクオタニウム-51 Lipidure）として、数多くの化粧品やアイケア・スキンケア商品に含まれている。
MPCポリマーの開発における石原一彦の功績は以下に要約される。
1. 東京医科歯科大学に在職した際に行った、MPCの高効率かつ高純度な合成ルートの開発[31]
2. 日油株式会社（NOF）とのJST橋渡し研究によるMPCの量産化と試薬化・製品化[39]
3. 生体材料としてのMPCポリマーの開発、および人工股関節やソフトコンタクトレンズ、ステントなどの医療機器・人工臓器への応用化と実用化、化粧品やアイケア・スキンケア用品への実用化
4. MPCポリマーを用いた医用材料の開発を通して行われた高分子科学、生体材料工学およびナノ界面科学に関する学術研究への貢献[40]

## 人物像
少年期に一人で全国を旅行するなど、主体的かつ好奇心旺盛で、前例にとらわれない性格である。仕事や学会での討論の際には妥協を許さない反面、普段は温和かつフランクで陽気な性格である。

## 趣味・嗜好
学生時代からスキーやテニスなどの運動を楽しんでいた。現在は旅行が趣味。